# Гляйсвайлер
Гляйсвайлер (нім. Gleisweiler) — громада в Німеччині, розташована в землі Рейнланд-Пфальц. Входить до складу району Південний Вайнштрассе. Складова частина об'єднання громад Еденкобен.
Площа — 3,73 км2. Населення становить 606 ос. (станом на 31 грудня 2020).

## Галерея

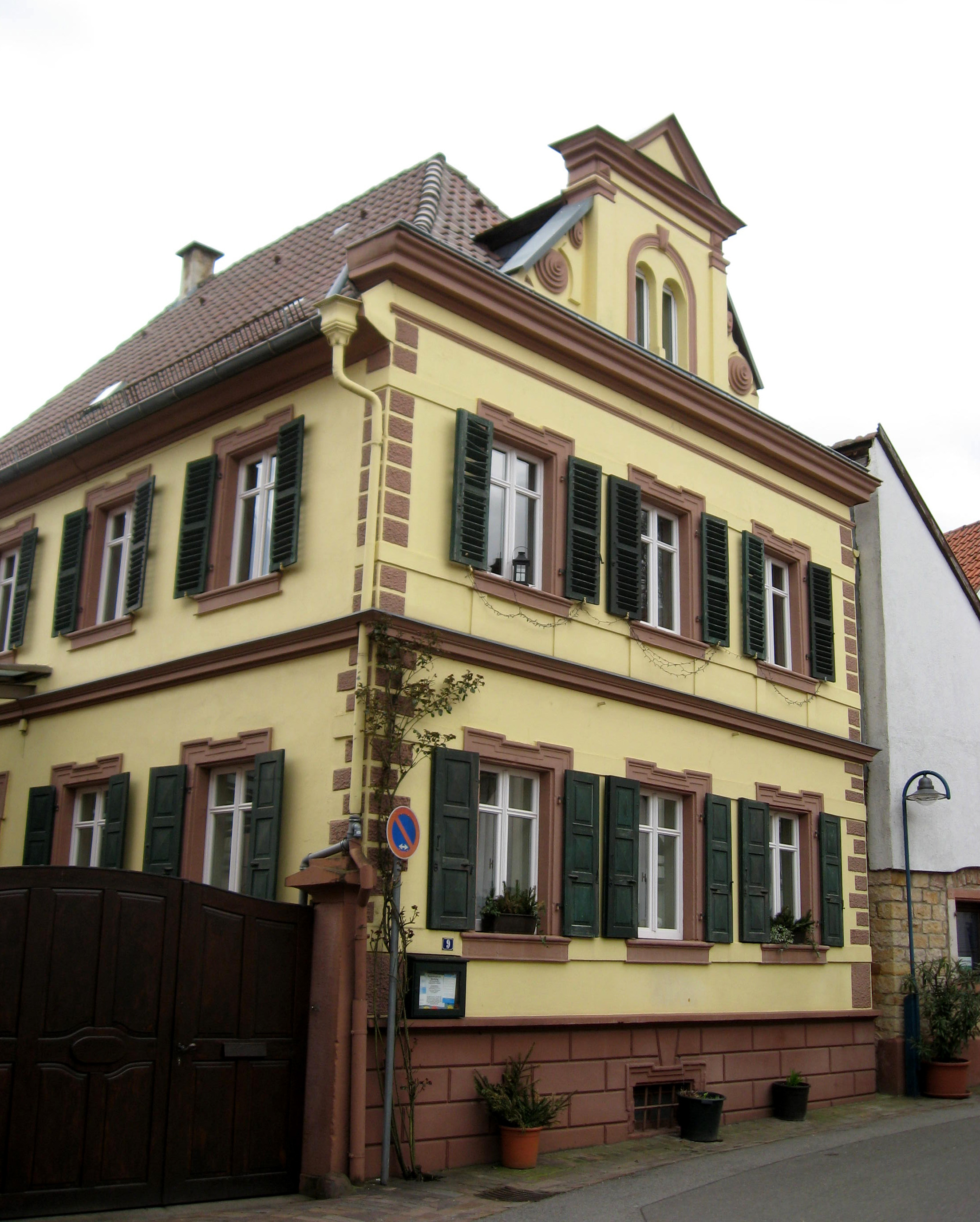
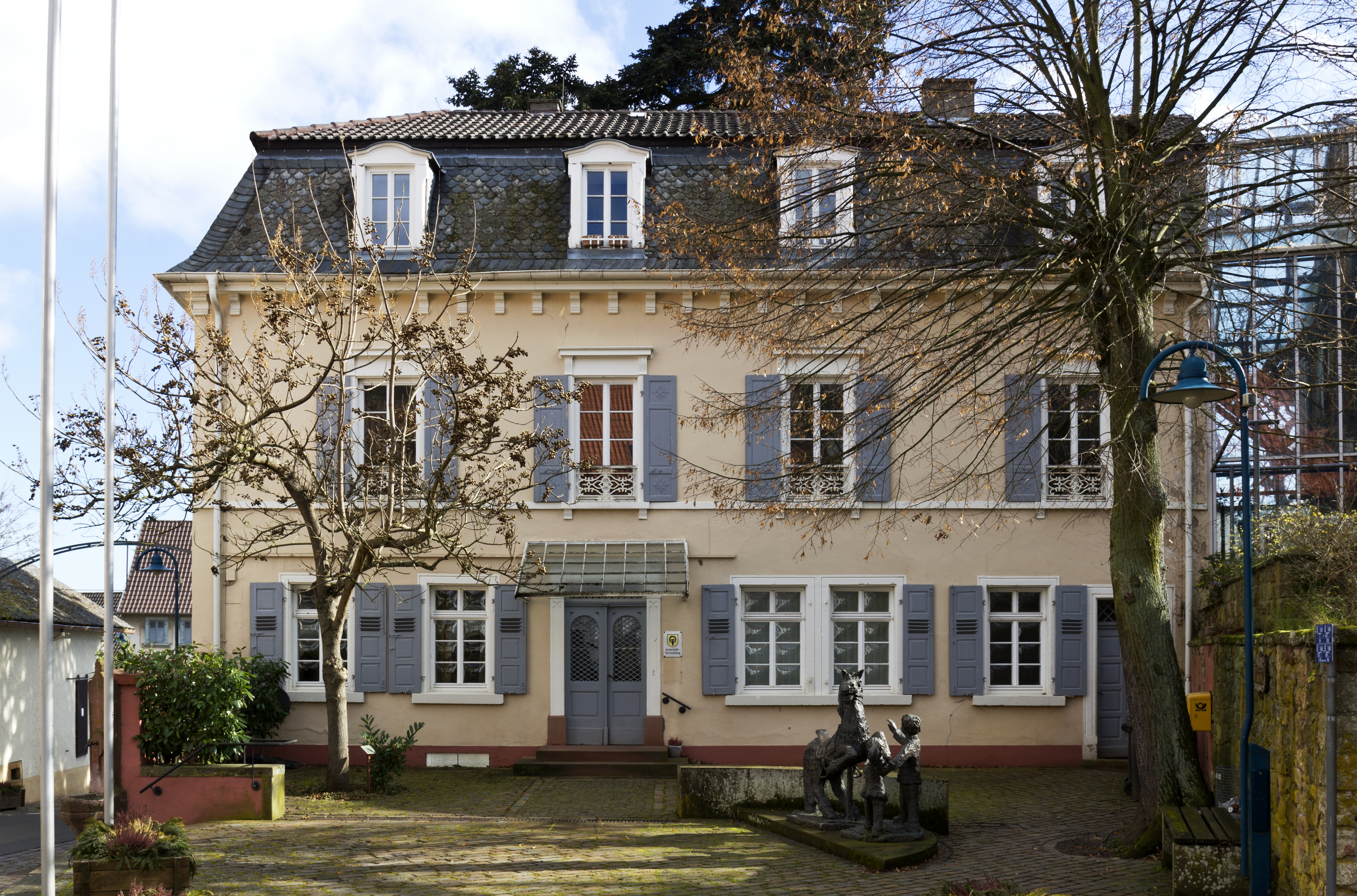
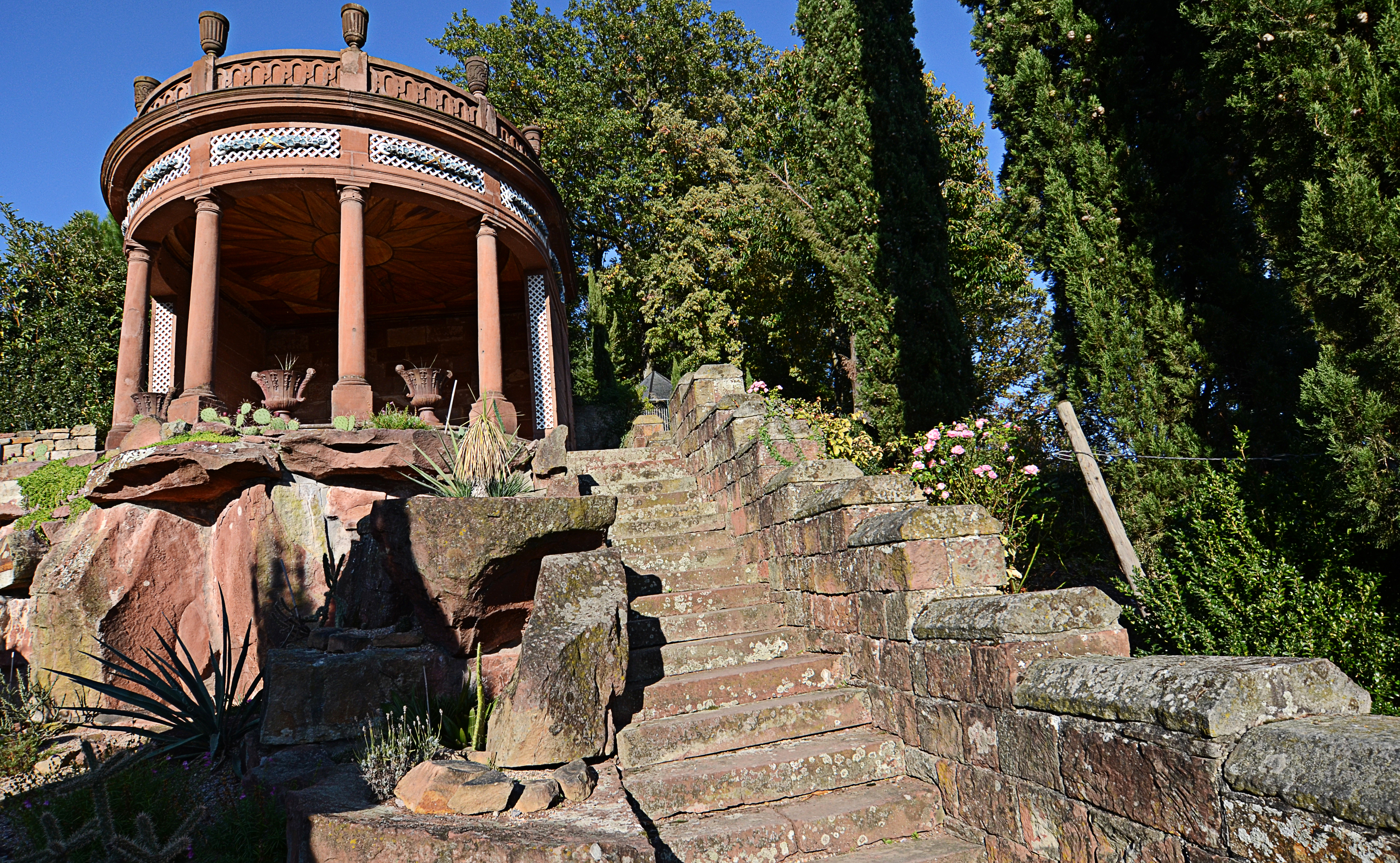
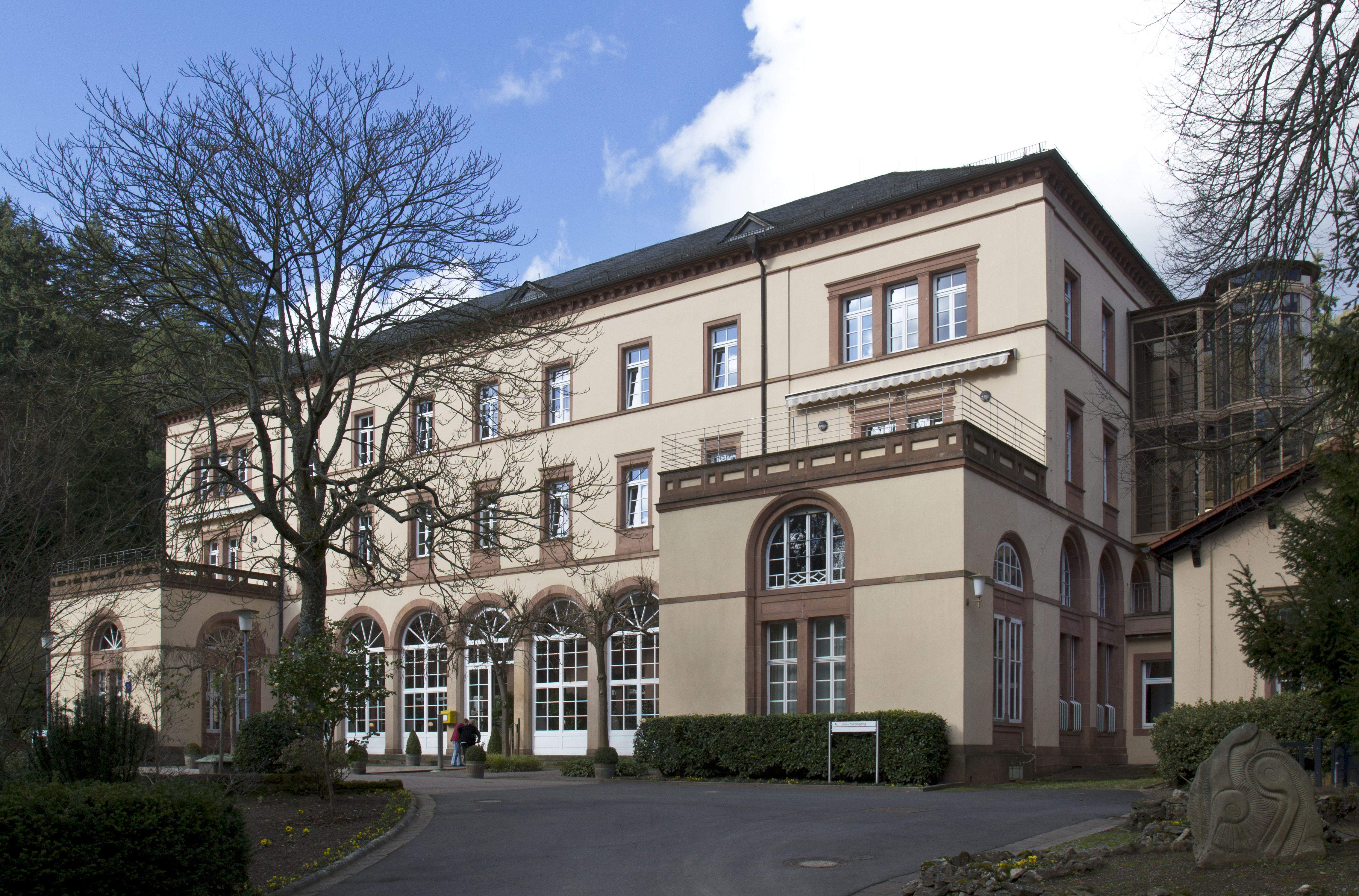